# Уайнхаус, Эми
Э́ми Джейд Уайнха́ус (англ. Amy Jade Winehouse; 14 сентября 1983, Саутгейт, Лондон, Англия — 23 июля 2011, Камден, Лондон, Англия) — британская певица и автор песен, известная своим контральто-вокалом и эксцентричным исполнением смеси музыкальных жанров, включая R&B, соул и джаз, признанная критиками одной из ведущих британских исполнительниц 2000-х годов.
Дважды лауреат премии Ivor Novello, её первый альбом Frank (2003) был номинирован на Mercury Prize. 14 февраля 2007 года певица получила Brit Award как «Лучшая британская исполнительница» («Best British Female Artist»). Второй альбом Back to Black (2006) принёс ей 6 номинаций «Грэмми» и победу в 5 из них (включая Record of the Year), после чего она была занесена в Книгу рекордов Гиннесса как первая и единственная британская певица, выигравшая пять наград Грэмми. В августе 2011 года альбом «Back to Black» признан самым успешным альбомом XXI века в Великобритании.
Уайнхаус внесла значительный вклад в популяризацию соул-музыки, а также британской музыки. Её запоминающийся стиль в одежде сделал её музой для модельеров, таких как Карл Лагерфельд.
Уайнхаус, страдавшая от алкогольной и наркотической зависимости, долгое время находилась в центре публичных скандалов и судебных разбирательств.
Скончалась 23 июля 2011 года в своём доме в Камдене от сердечного приступа, вызванного алкогольной интоксикацией, в возрасте 27 лет.

## Биография
Эми Джейд Уайнхаус родилась 14 сентября 1983 года в Саутгейте (Энфилд, Лондон) в еврейской семье. Её родители — потомки эмигрировавших из Российской империи евреев, таксист Митчелл Уайнхаус (род. 1950) и фармацевт Дженис Уайнхаус (урождённая Ситон, род. 1955), поженились в 1976 году, за семь лет до рождения дочери. Старший брат Эми — Алекс Уайнхаус — родился в 1980 году. Семья издавна была погружена в музыкальную жизнь, прежде всего, джаз: известно, что бабушка (по отцовской линии) в 1940-х годах имела близкие отношения с легендарным британским джазменом Ронни Скоттом, а братья матери были профессиональными джазовыми музыкантами. Эми боготворила бабушку и вытатуировала её имя (Cynthia) на руке. Эми вспоминала, что отец в детстве постоянно пел для неё (часто — песни Фрэнка Синатры); она тоже взяла это в привычку — так, что впоследствии учителям было трудно заставить её тихо вести себя в классе. В 1993 году родители Эми разошлись, но продолжали заниматься воспитанием детей совместно.
В школе Эшмоул (англ. Ashmole School) её одноклассниками были Дэн Гиллеспи Селлз, фронтмен «The Feeling», и Рэйчел Стивенс («S Club 7»). В десятилетнем возрасте Эми с подругой Джульетт Эшби собрала рэп-группу Sweet 'n' Sour, а в 12 лет поступила в Театральную школу Сильвии Янг, откуда два года спустя была исключена за недостаточное прилежание и плохое поведение. Вместе с другими учениками школы Эми успела сняться в эпизоде The Fast Show (1997).
В возрасте 14 лет Эми написала свои первые песни и впервые попробовала наркотики. 
Год спустя она начала работать одновременно в World Entertainment News Network и в джаз-группе. При посредничестве тогдашнего бойфренда, соул-исполнителя Тайлера Джеймса, она подписала свой первый контракт — с EMI, а получив чек, пригласила в студию The Dap-Kings, аккомпанирующий состав нью-йоркской певицы Шарон Найт, после чего с ним же начала турне.
В 1999 году, когда Эми было 16 лет, её менеджером стал 19-летний Ник Шиманский, племянник Люсьена Грейнджа. Он был её менеджером до 2006 года.

### 2002—2005: Начало карьеры и альбом Frank
В 2002 году Эми подписала контракт с продюсерской компанией «19 Management» Саймона Фуллера и получала 250 фунтов стерлингов в неделю в счет будущих доходов.
20 октября 2003 года вышел дебютный альбом Frank, записанный продюсером Салаамом Реми. Помимо двух каверов, большинство композиций написаны самой Эми Уайнхаус или в соавторстве. Альбом, прекрасно принятый критикой (рецензенты отметили интересные тексты; в прессе появились сравнения с Сэрой Воун, Мэйси Грей и даже Билли Холидей) получил две Брит-номинации (British Female Solo Artist, British Urban Act), вошёл в список финалистов Mercury Prize и стал платиновым. Между тем, сама Эми осталась не удовлетворена результатом, заметив, что лишь «на 80 % считает альбом своим», и намекнув, что лейбл включил туда несколько композиций, которые ей самой не нравятся.
В июне 2004 года певица выступила на фестивале Гластонбери, на сцене JazzWorld.

### 2006—2008: альбом Back to Black
Второй альбом Back to Black, в отличие от первого, содержал в себе немного джазовых мотивов: вдохновением для певицы стала музыка женских поп-групп 1950-60-х годов. Пластинка была записана продюсерским дуэтом Салаам Реми — Марк Ронсон. Последний, кроме того, помог и с продвижением, сыграв несколько ключевых треков в своём нью-йоркском радиошоу на East Village Radio.
Back to Black вышел в Британии 30 октября 2006 года и поднялся до первого места. В Billboard-чарте он поднялся до седьмой позиции, тем самым установив рекорд (высочайшее место для дебютного альбома британской исполнительницы), который две недели спустя побила Джосс Стоун.
К 23 октября альбом стал у себя на родине пятикратно платиновым, а ещё месяц спустя был объявлен альбомом-бестселлером 2007 года, а также первым по популярности среди пользователей iTunes. Первый сингл из альбома Rehab (#7, UK) в мае 2007 года получил награду Ivor Novello как «лучшая современная песня» (Best contemporary song). 21 июня, через неделю после того, как Эми исполнила песню на церемонии 2007 MTV Movie Awards, сингл поднялся до 9-го места в США.
Второй сингл «You Know I’m No Good» (с бонус-ремиксом, записанным при участии рэпера Ghostface Killah), достиг 18-го места. В США альбом вышел в марте 2007 года: за ним последовал первый сингл «You Know I’m No Good». Тем временем в Британии третий сингл, «Back to Black», поднялся в апреле до 25-го места (в ноябре он был перевыпущен в делюкс-версии: с концертными бонусами). 18 мая 2007 года Эми Уайнхаус в Майами вышла замуж за давнего бойфренда Блэйка Филдера-Сивилла.
В августе певица отменила концерты в Британии и США по причине ухудшения здоровья, а вскоре с мужем отправилась в реабилитационную клинику, которую покинула через пять дней. В прессе стали появляться скандальные фотоснимки (из которых явствовало, что Эми открыто употребляет тяжёлые наркотики). В сентябре широкую огласку получил эпизод, когда Эми и Блэйк были застигнуты на улице в момент драки: это (по словам певицы) произошло после того, как муж застал её за употреблением наркотиков с «девушкой по вызову». Отец Митч Уайнхаус выразил обеспокоенность состоянием дочери, предположив, что теперь уже недалеко и до трагической развязки. Мать мужа выразила мнение, что супружеская пара готова на совместное самоубийство. Представитель Уайнхаус, однако, обвинил во всем папарацци, которые, преследуя певицу, делают её жизнь невыносимой. В ноябре 2007 года родственники Эми (по линии мужа) выступили с заявлением, в котором призвали фанатов бойкотировать творчество Уайнхаус до тех пор, пока супружеская пара не расстанется с «дурными привычками».
В ноябре вышел DVD I Told You I Was Trouble: Live in London (концерт в лондонском зале Shepherds Bush Empire плюс 50-минутный документальный фильм). 10 декабря 2007 года одновременно Англии и США был выпущен Love Is a Losing Game, последний сингл из второго альбома. За две недели до этого в США был выпущен дебютный Frank: он находился на 61-м месте в Биллборде и получил позитивные рецензии в прессе.
Параллельно Эми Уайнхаус записала вокал для «Valerie»: песни из сольного альбома Марка Ронсона Version. Сингл в октябре 2007 года поднялся до второго места в Британии, а позже был номинирован на Brit Awards как «лучший британский сингл». Уайнхаус также записалась в дуэте с Мутьей Буэной, бывшей участницей Sugababes: их сингл «B Boy Baby» (из сольного альбома Буэны Real Girl) вышел синглом 17 декабря. В начале января она начала новый курс реабилитации по особой программе: на карибской вилле канадского певца Брайана Адамса. Представитель Island Records намекнул на то, что компания готова расторгнуть с Уайнхаус контракт, но президент лейбла Ник Гэтфилд фактически опроверг это сообщение, заявив, что той нужно просто «дать время разобраться со своими проблемами», добавив: «Америка у её ног».
Прямое подтверждение эти слова получили, когда стало известно, что альбом Back to Black принёс Уайнхаус 6 номинаций Грэмми. Сама Эми была номинирована в категории Best New Artist, а продюсер Ронсон — в категории Producer of the Year (Non-Classical).
10 февраля 2008 года в Лос-Анджелесе состоялась юбилейная 50-я церемония вручения Grammy Awards: Эми Уайнхаус стала победительницей в пяти категориях (Record of the Year, Best New Artist, Song of the Year, Pop Vocal Album, Female Pop Vocal Performance). Уайнхаус, которой было отказано в получении визы, произнесла благодарственную речь с экрана (она транслировалась по спутниковой связи из небольшого лондонского клуба) и исполнила «You Know I’m No Good» и «Rehab».
В апреле 2008 года певица вместе со своим продюсером Марком Ронсоном приняли решение о записи главной музыкальной темы к новому фильму о Джеймсе Бонде — «Квант милосердия». Но позднее, уже после записи демоверсии, Ронсон заявил, что работа над песней прекращена, так как у Уайнхаус появились другие планы.
О своих намерениях записаться с Эми объявили Пит Доэрти (они работают над композицией «You Hurt The Ones You Love»), Принс (с ним певица обменялась комплиментами) и Джордж Майкл, который специально написал песню для их будущего дуэта. Кроме того, появились сообщения о том, что певица сотрудничает с Мисси Эллиот и Тимбаландом, а также планирует путешествие на Ямайку, чтобы там записаться с Дэмианом Марли, сыном Боба Марли.
12 июня 2008 года состоялся единственный концерт Эми Уайнхаус в России — она приняла участие в открытии Центра современной культуры «Гараж» в Бахметьевском гараже в Москве.
В июне 2008 года Эми Уайнхаус попала в больницу, где у неё была диагностирована эмфизема лёгких.

### 2009—2011: Последние проекты
В марте 2011 года было объявлено, что в июне состоится концерт Эми Уайнхаус в Белграде, который будет первым в её европейском турне. Позднее выступления должны были состояться 20 июня в Стамбуле, 22 июня в Афинах, 8 июля на испанском фестивале BBK Live в Бильбао, затем на Пьяцца Гранде в швейцарском Локарно, на итальянском фестивале в Лукке, швейцарском Paléo Festival в Ньоне, Nova Jazz and Blues Night в Визене, Австрия и на польском Bydgoszcz Artpop Festival в Быдгоще в июле. 
Первое в туре выступление 18 июня 2011 года на фестивале Fortress в Белграде закончилось скандалом. Уайнхаус находилась на сцене 1 час 11 минут, но так и не запела, так как находилась в сильном подпитии. В начале концерта она поприветствовала Афины, затем — публику в Нью-Йорке, спотыкалась, разговаривала с музыкантами, пыталась петь, но забывала слова. Певице пришлось уйти под свист зрителей. На концерте присутствовало около 20 тысяч зрителей. После этого менеджеры певицы сперва приняли решение об отмене двух следующих выступлений, а 21 июня 2011 отменили турне полностью.

### Смерть
23 июля 2011 года (в 15:54 по местному времени) была найдена мёртвой (лежащей на кровати) в своей квартире в Лондоне. До конца октября 2011 года причины смерти оставались невыясненными.
Среди предварительных версий причин смерти рассматривались передозировка наркотиков (полиция не обнаружила наркотических веществ в доме Уайнхаус) и самоубийство. Также известно, что она страдала от эмфиземы лёгких.
Прощание с певицей прошло в синагоге Голдерс Грин, старейшей из синагог (1922) в одноимённом районе на севере Лондона. 26 июля 2011 года Эми Уайнхаус была кремирована в крематории Голдерс-Грин, где в 1996 году кремировали тело кумира семьи — джазового саксофониста Ронни Скотта, а в 2006 году — её бабушки Синтии Уайнхаус.
Похоронена на еврейском кладбище Эджуэрбери Лэйн в лондонском предместье Эджуэр (графство Мидлсекс) рядом со своей бабушкой, которая также была джазовой певицей.
Блейка Филдера-Сивила, с которым Эми развелась ещё в 2009 году, на похороны бывшей супруги не пустили.
В сентябре 2011 года отец Эми высказал предположение, что причиной её смерти стал сердечный приступ, вызванный алкогольной интоксикацией, что впоследствии оказалось правдой. В комнате певицы были обнаружены три пустые бутылки из-под водки, а уровень алкоголя в её крови превышал предельно допустимую для вождения автомобиля концентрацию в пять раз. Результаты повторного расследования причин смерти певицы, ставшие известными в январе 2013 года, подтвердили версию о её смерти от алкогольного отравления.
Первый посмертный альбом Эми, Lioness: Hidden Treasures, вышел 5 декабря 2011 года. В него включены неизданные композиции, написанные в период с 2002 по 2011 год. На первый сингл с альбома, композицию «Body and soul», выпущенную в 28-й день рождения певицы, ещё при жизни был снят совместный клип с Тони Беннетом (он исполнил главную мужскую партию).
На 54-й церемонии Grammy песня победила в номинации «Лучший дуэт». Более того, через год Уайнхаус снова номинируется на эту престижную награду с рэпером Nas за трек «Cherry Wine».

## Семья и личная жизнь
Эми Уайнхаус родилась в еврейской семье: её отец — внук Бенджамина Уайнхауса и Фанни Грандиш (1895—?), которая занималась прорезиниванием тканей и приходилась дочерью эмигрировавшему из Российской империи и осевшему в Спиталфилдс торговцу фруктами вразнос Эйбрахаму Грандишу (Abraham Grandish, 1855—?). Она никогда не была религиозна, но еврейство значило для неё очень много. Уайнхаус также часто выступала с большим медальоном звезды Давида.
31 июля 2011 года стало известно, что на момент смерти Эми готовила документы на удочерение 10-летней Данники Августины, с которой познакомилась в 2009 году.
Митч Уайнхаус, отец певицы, написал мемуары «Amy, My Daughter». Издателем выступила компания Harper Collins. Все вырученные средства направлены в фонд имени Уайнхаус, который будет оказывать помощь детям и подросткам, оказавшимся в трудной жизненной ситуации. Митч рассказал читателям о юности певицы, развитии её карьеры, о личных переживаниях и наркотической и алкогольной зависимости.

## Память
Поклонники творчества певицы и знаменитости по всему миру быстро откликнулись на внезапную смерть Уайнхаус в Твиттере и в других социальных сетях.
Лейбл «Universal Republic» в своём заявлении о смерти своего исполнителя заявил: «Мы глубоко опечалены внезапной потерей такого одаренного музыканта, артиста и исполнителя».
Сразу после известия о смерти несколько известных музыкантов посвятили Эми свои выступления. Уже 23 июля, во время концерта в Миннеаполисе, солист ирландской группы U2 Боно перед исполнением своей песни «Stuck in a Moment You Can’t Get Out Of» сказал, что посвящает её внезапно скончавшейся британской соул-певице Эми Уайнхаус.
Лили Аллен, Джесси Джей и Бой Джордж также посвятили свои последние выступления британской певице.
Американская панк-рок группа Green Day включила в свой альбом ¡Dos!, выпущенный в 2012 году песню «Amy», как дань памяти этой певице.
Адель также призвала своих зрителей почтить память Эми на концерте в Лондоне (в Альберт-Холле) и исполнила в честь неё песню «Make You Feel My Love».
Российская певица Земфира на своём сайте написала: «умерла Эми. чёрный день. r.i.p.».
Российская альтернативная рок-группа «Слот» написала песню «R.I.P.», которую посвятила Эми.
Также певица вошла в так называемый Клуб 27, то есть попала в список музыкантов, значительно повлиявших на становление и развитие музыки и умерших в возрасте 27 лет.
14 сентября 2014 года в лондонском районе Камден-Таун открыли бронзовый памятник Эми Уайнхаус. Мероприятие приурочили ко дню рождения певицы, которой в этот день исполнился бы 31 год. Скульптура в натуральную величину в точности повторяет внешность звезды, включая её фирменную прическу.
В 2015 году режиссёр Азиф Кападиа снял документальный фильм «Эми» в память о певице Эми Уайнхаус. Фильм стал лауреатом «Оскара» в номинации «Лучший документальный фильм». Джеймс Хэтфилд из Metallica вдохновлённый фильмом написал песню «Moth into Flame».
Тони Беннетт вспоминает: «Я жалею, что не успел ей сказать, чтобы она боролась с зависимостью. Я бы сказал ей остановиться, иначе она умрёт». Эми Уайнхаус была большой поклонницей Тони Беннетта. В 2008 году именно он вручил ей «Грэмми» в номинации Альбом года за релиз Back to Black. После награждения она делилась впечатлениями: «Я была в шоке. Не потому, что выиграла „Грэмми“, а потому что Тони Беннетт назвал мое имя». Восхищение было взаимным. Во время записи Беннетт сказал Эми, что слышит в её голосе Дину Вашингтон. Восхищенная Уайнхаус призналась, что именно эта вокалистка является её кумиром.
В апреле 2024 года в Австралии состоялась премьера художественного фильма «Обратно во мрак», байопика о жизни и творчестве певицы (режиссёр Сэм Тейлор-Джонсон, главную роль исполнила Мариса Абела).

## Дискография
- 2003 — Frank
- 2006 — Back to Black
- 2011 — Lioness: Hidden Treasures (после смерти)

## Фильмография
| Год  |   | Русское название | Оригинальное название | Роль    |
| ---- | - | ---------------- | --------------------- | ------- |
| 1997 | с | Быстрое шоу      | The Fast Show         | Титания |

## Награды
22 мая 2008 года Эми стала лауреатом престижной музыкальной премии Ivor Novello-2008 в номинации «Лучшая песня года» за композицию «Love is a Losing Game».